# 노이즈가든
노이즈가든(Noizegarden)은 대한민국의 록 밴드이다. 크래쉬, 레이니썬과 더불어 1990년대 대한민국 헤비 메탈을 대표하는 한편 언니네 이발관, 델리스파이스와 함께 홍대 인디밴드 1세대를 대표한다.

## 역사
1992년 기타리스트 윤병주가 PC통신 하이텔을 통해 보컬리스트 정재준을 만나면서 밴드는 시작되었다. 여기에 친구들인 최민호(베이스), 김태윤(드럼)과 함께 합주실에서 사운드가든, 앨리스 인 체인스 등의 카피곡을 연주하던 어느 날, 합주실 예약 문제로 밴드의 이름을 묻는 주인의 질문에 멤버 모두가 사운드가든의 팬이라는 이유로 '노이즈가든'이라고 장난으로 대답한 것이 결국 밴드명이 되어 버렸다.
합주를 즐기기 위해 모인 밴드였지만 1993년에는 몇 번의 클럽 공연을 하게 되었고, 그러던 도중 베이시스트 최민호의 입대로 역시 주변의 지인이었던 김기현으로 교체되었다. 당시 멤버 전원이 학생이었던 관계로 93년 말에는 각자의 사정 때문에 더 이상 활동을 지속할 수 없게 되는데, 그때까지의 활동으로 자신감을 얻은 이들은 기록을 남기고자 데모 테잎 작업에 착수한다
윤병주가 이전에 록 밴드 터보의 기타솔로 세션을 하면서 알게 된 스튜디오에서 각자 주머니를 털어 녹음한 데모에는 〈Negative〉, 〈Into The Ground〉, 〈Rain Of Compromise〉(후에 〈타협의 비〉라는 제목으로 데뷔 앨범에 수록), 그리고 〈Dizzy Sunshine〉 등, 영어 가사로 된 네 곡의 자작곡이 수록되었다. 1994년 초에 하이텔의 메탈 동호회와 언더그라운드 동호회를 중심으로 소량배포된 이 데모는 아마추어답지 않은 음악과 데모답지 않은 양질의 사운드로 작지만 폭발적인 반응을 불러 일으켰다. 노이즈가든의 데모 테이프는 당시 인디씬의 대표적인 인기 데모로 기억된다.
1994년 봄에는 밴드 해산 후 잠시 블랙 신드롬에서 활동하던 드러머 김태윤이 윤병주에게 다시 프로 지향의 노이즈가든을 만들자고 제안, 이번에도 역시 주변의 지인들인 박건(보컬)과 염재민(베이스)을 끌어들여 재출발하게 된다. 몇 개월 후 밴드의 미래에 불안감을 느낀 김태윤이 다른 밴드로 이적, 밴드는 드럼을 공석으로 남겨둔 채 가을에 '제1회 톰보이 록 콘테스트'에 참여한다. 대상의 경우 상금 1,000만 원에 독집 출반이라는 유례없는 규모의 이 대회에서 〈Rain Of Compromise〉로 대상을 수상했지만(드럼은 임시 세션을 기용), 노이즈가든은 독집앨범 제작시 상업성을 조건으로 내건 주최측 음반사의 요구를 거절한다. 그 후 드러머에 박경원을 맞아들여 약 2년간 홍대앞 최초의 록클럽인 록월드를 비롯한 클럽 공연을 계속한다.
1996년, 조건 없이 양질의 록 앨범을 제작하고자 하는 뜻있는 제작자를 만난 노이즈가든은 5월부터 녹음에 착수, 안양의 태광 스튜디오에서 2개월에 걸쳐 첫 앨범 《Noizegarden》을 제작한다. 밴드의 리더인 윤병주가 프로듀서를 겸임하면서 제작한 이 앨범에서는 염재민의 군입대로 노이즈가든의 라이브 사운드 엔지니어를 맡아 주던 이상문이 베이시스트로 참여했다. 일면 거칠게 들리기도 하지만 라이브와도 같은 느낌과 질감을 최대한 살린 이 앨범의 마지막 마스터링 과정은 유명한 미국의 A&M 스튜디오에서 이루어졌다. 그 밖에 이 앨범에서는 초대 베이시스트인 최민호(〈우주꽃사슴〉)와 녹음기간중 군에서 잠시 외박을 나왔던 염재민(〈묻지 말아줘〉와 〈타협의 비〉)의 연주도 들을 수 있다.
1997년 말부터 준비에 들어갔던 두 번째 앨범은 1998년 가을에 본격적인 제작에 착수, 1999년 2월에 《...But Not Least》 라는 제목으로 발매되었다. 1집과 마찬가지로 미국 A&M 스튜디오의 데이빗 콜린스에 의해 마스터링되었다.
이후 1999년 10월에는 국내 록 밴드로서는 최초로 서울 팝스 오케스트라와 예술의 전당에서 협연을 펼치기도 했으나 곧이어 리더이자 기타리스트 윤병주가 밴드를 탈퇴하였으며 곧 해체하였다.
박건의 캐나다 이민을 즈음해서 2009년 2월 14일 밴드 해체 10주년 기념 공연을 하였다. 보컬리스트 박건이 한국에 돌아오기 전까지는 이것이 그들의 마지막 공연이 될 것으로 보인다.
그러나 2014년, 두 장의 앨범에 《'94 Demo》, 그리고 여러 컴필레이션에 수록했던 곡들과 부틀렉 라이브 트랙까지 모아 리마스터링한 《Deluxe Remastered Edition》을 발표하고 일시적으로 재결성, 5월 24일 발매기념공연과 6월 21일 사운드홀릭 페스티벌 등 두 차례의 공연을 하기도 했다.
2016년 9월 26일, 캐나다 밴쿠버에서 이민생활을 하던 박건이 지병으로 사망, 이제 더이상의 재결성은 없을 것으로 보인다.

## 구성원
- 창단·데모 테이프

윤병주(기타) 정재준(보컬) 최민호/김기현(베이스) 김태윤(드럼)
- 1집

윤병주, 박건(보컬), 이상문(베이스), 박경원(드럼)
- 2집

윤병주, 박건, 염재민(베이스), 박경원

## 음악
밴드의 리더인 윤병주는 한 인터뷰에서 반농담으로 노이즈가든의 음악은 "Cathedral + Black Sabbath + Danzig + Led Zeppelin + Soundgarden + Jane's Addiction + The Cult + Alice in Chains + Metallica + John Zorn /100"이라고 밝힌바 있다. 즉, 정통 헤비 메탈의 기반 위에 스래쉬 메탈과 얼터너티브 및 둠 메탈(또는 스토너 록)의 성격이 가미되고 부분적으로 아방가르드 성격이 가미된 것이라고 볼 수 있다.
이들의 대표작인 데뷔 앨범의 사운드는 COC나 Cathedal 2집, 사운드가든의 《Badmotorfinger》 앨범의 혼합이지만 이 장르와는 어울리지 않는 박건의 고음 보컬(?)로 인해 (의도적이건 그렇지 않건) 스토너 록의 사운드와는 구별된다. 한편 리더 윤병주의 아방가르드 취향은 대한민국에서 기획된 메탈리카 트리뷰트 앨범 《Am I Metallica?》에 실린 〈Ride The Lightning〉에서 유감 없이 발휘되고 있다.
다양한 영향을 흡수 종합하여 독창적인 색깔을 창출해내는 리더 윤병주의 탁월한 음악적 능력 못지않게 주목할 것은 한국 록 역사상 최고 수준의 레코딩 사운드이다. 90년대말까지 크래쉬를 제외하고는 한국의 어느 그룹도 이만한 수준의 사운드를 들려준 적이 없다는 것이 정설이다.

## 음반
- 데모 (1994)
- 1집 - 《Noizegarden》 (1996년)
- 2집 - 《... But Not Least》 (1999)

## 관련 음악인
- 언니네 이발관

윤병주의 친구인 이석원이 이끄는 모던 록 밴드로 이들의 1집을 윤병주가 프로듀스했으며 노이즈가든의 2집에는 이석원이 객원보컬로 참여하기도 했다.
- 델리 스파이스

윤병주의 친구인 김민규, 윤준호가 있는 모던 록 밴드로 이들의 2집에 윤병주와 박건이 게스트로 참여하기도 했다.
- a doom

노이즈가든의 앨범에서 세션 뮤지션으로 활동했었고 윤병주와 이상문과 절친한 친구이기도 한 Pain이 리더로 있다.
- 우정주

헤비 메탈 그룹 사하라의 멤버이자 윤병주의 오랜 친구로 노이즈가든의 레코딩에 엔지니어로 참여하여 2집의 뛰어난 사운드에 큰 역할을 했다.